# Río Rapel (vattendrag, lat -33,90, long -71,83)
Río Rapel är ett vattendrag i Chile. Det är beläget i den mellersta delen av landet, 120 km väster om huvudstaden Santiago de Chile.
Området kring Río Rapel består i huvudsak av gräsmarker och är glesbefolkat, med 15 invånare per kvadratkilometer.